# 杉野服飾大学短期大学部
杉野服飾大学短期大学部（すぎのふくしょくだいがくたんきだいがくぶ、英語: Sugino Fashion Junior College）は、東京都品川区上大崎4-6-19に本部を置く日本の私立大学。1926年創立、1950年大学設置。大学の略称は杉短。
ドレスメーカー女学院を母体とし、杉野学園女子短期大学として開学し、幾度かの改組を経て、 2002年に杉野服飾大学短期大学部と改称し、共学となった。開学当初から被服科（後に服飾学科）を主体とし、服飾業界やアパレル業界で活躍しうる人材育成を目指している。1962年から2001年入学まで生活芸術科を置いていたが、その前とその後は被服学系の1学科体制となっている。

## 沿革
- 1926年 ドレスメーカー女学院が創設される。
- 1949年 ドレスメーカー短期大学被服学科として当時の文部省に設置認可の申請を行う[1]
- 1950年 杉野学園女子短期大学（すぎのがくえんじょしたんきだいがく）として開学、被服科を置く[2]
- 1955年 別科被服専修を設置。
- 1962年 生活芸術科を増設。当初の在学者数は76人となっている[3]
- 1964年5月1日 杉野学園女子大学短期大学部（すぎのがくえんじょしだいがくたんきだいがくぶ）と改称。
- 1966年 杉野女子大学短期大学部（すぎのじょしだいがくたんきだいがくぶ）と改称。
- 2002年 杉野服飾大学短期大学部と改称し、共学となる。被服科を服装学科に改称。
- 2020年12月8日 2022年度以降の学生募集停止を公表[4]。

## 基礎データ

### 所在地
- 本部キャンパス（東京都品川区上大崎4-6-19）

### 象徴
杉野服飾大学短期大学部のカレッジマークは大学と同じマークを使用している。

## 教育および研究

### 組織

#### 学科
- 服飾学科。「アパレルデザイン論」・「ファッション論」・「配色論」・「ドレス造形」などの科目を学ぶ。「全国洋裁デザインコンテスト」・「ヨーロッパファッション研修旅行」などのイベントがある。

##### 過去にあった学科
- 生活芸術科：募集は2001年度まで

#### 専攻科
かつて被服専攻が設置されていた。

#### 別科
なし

##### 取得資格について
かつて、中学校教諭二種免許状（家庭）が服飾学科にて設置されていた。

## 学生生活

### 部活動・クラブ活動・サークル活動
- 杉野服飾大学短期大学部のクラブ活動
  - 体育系：ダンス・剣道・テニス・ゴルフ・スキー・ワンダーフォーゲル・バスケットボール・バドミントンほか
  - 文化系：音楽・茶道・美術・ファッション・イラストレーションほか

### 学園祭
杉野服飾大学短期大学部の学園祭は毎年、おおむね10月に大学と合同で行われている。

## 大学関係者と組織

### 大学関係者一覧

#### 大学関係者
- 古宇田實：初代学長

#### 出身者
- 夏樹陽子：女優、タレント
- 山口怜子：パッチワークキルト作家
- 皆川妙子 : 元女優（中退）

## 施設

### キャンパス
最寄りの駅はJR山手線目黒駅。図書館・衣裳博物館などがある。

### 寮
杉野服飾大学短期大学部には「杉野寮」と称した学生寮がある。

## 対外関係

### 他大学との協定

#### 日本
- 東京都私立短期大学協会コンソーシアム

### 系列校
- 杉野服飾大学

## 社会との関わり
品川区にある私立宝保育園での『子育て支援講演会』において本短大の講師が招かれ、エコバッグを制作する指導を行っている。

## 卒業後の進路について

### 就職について
- 被服科&服飾学科：オンワード樫山・サンエー・インターナショナル・ファイブフォックス・ミキハウス・ジャヴァグループなどのファッション関連企業ほか、セキスイハイム・東洋電子工業・富士電機・イトーヨーカ堂・伊勢丹・東武百貨店・日産自動車・プリモ店・東急百貨店・朝日生命保険・第一生命保険・東急リバブル・日本生命保険・サンリオ・プリンスホテルなどへの就職者もいる。
- 生活芸術科：三貴・ユザワヤ・ナイキ・大塚家具・日本アート印刷・オギツなど一般企業への就職者が多くみられた。

### 編入学・進学実績
系列の杉野服飾大学へ編入学する学生が多い傾向にある。